# تشارلز ماكوين
تشارلز ماكوين (بالإنجليزية: Charles McKeown)‏ هو كاتب سيناريو وممثل بريطاني، ولد في 1946 في المملكة المتحدة.

## ترشيحات
- جائزة الأوسكار لأفضل كتابة

## وصلات خارجية
- تشارلز ماكوين على موقع IMDb (الإنجليزية)
- تشارلز ماكوين على موقع ألو سيني (الفرنسية)
- تشارلز ماكوين على موقع ميوزك برينز (الإنجليزية)
- تشارلز ماكوين على موقع أول موفي (الإنجليزية)
- تشارلز ماكوين على موقع قاعدة بيانات الأفلام السويدية (السويدية)
- تشارلز ماكوين على موقع قاعدة بيانات الفيلم (الإنجليزية)
- تشارلز ماكوين على موقع كينوبويسك (الروسية)